# بيتر باتلر (منافس ألعاب قوى)
بيتر باتلر هو منافس ألعاب قوى كندي، ولد في 15 فبراير 1958.

## وصلات خارجية
- بيتر باتلر على موقع الاتحاد الدولي لألعاب القوى (الإنجليزية)
- بيتر باتلر على موقع الاتحاد الكندي لألعاب القوى (الإنجليزية)
- بيتر باتلر على موقع رابطة إحصائيات سباق الطريق (الإنجليزية)
- بيتر باتلر على موقع اتحاد ألعاب الكومنولث (مؤرشف) (الإنجليزية)